# Jakob Vestergaard

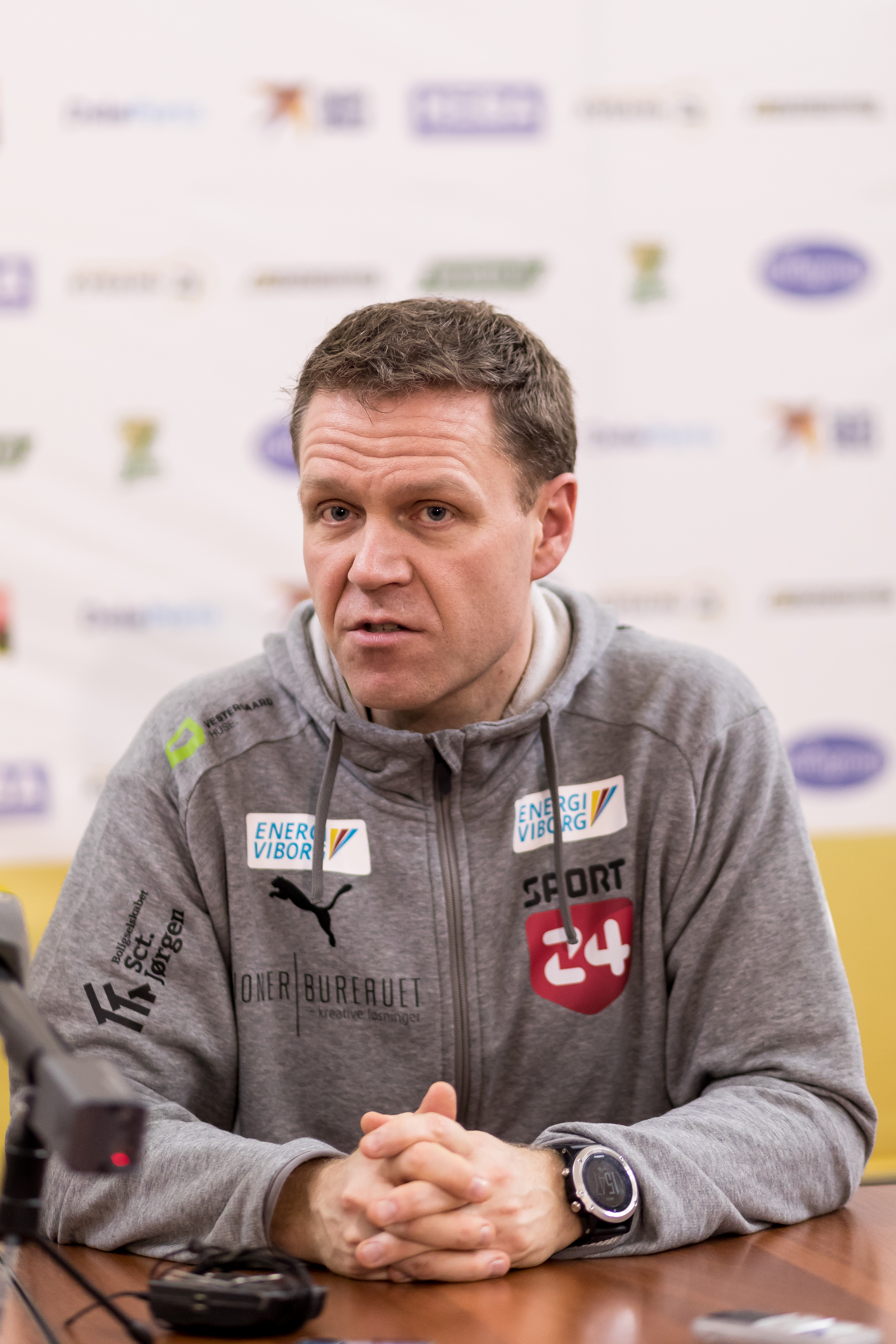
Jakob Vestergaard, 2019.

Jakob Vestergaard, född 3 januari 1975, är en dansk handbollstränare.

## Tränaruppdrag
- Ikast/Bording EH (assisterande, damer, 2004–2006)
- Viborg HK (assisterande, damer, 2006–2008)
- Australien (damer, 2006–2008)
- Viborg HK (damer, 2008–2011)
- Aalborg Håndbold (herrar, 2011)
- FC Midtjylland (assisterande, damer, 2012)
- CS Oltchim Râmnicu Vâlcea (damer, 2012–2013)
- Tyskland (damer, 2014–2015)
- CSM Bukarest (damer, 2016)
- Randers HH (herrar, 2018)
- Viborg HK (damer, 2018–2023)
- SG BBM Bietigheim (damer, 2023–)

## Meriter i urval
- Champions League-mästare två gånger (2009 och 2010) med Viborg HK